# Robert Alter
Robert Alter, né le 2 avril 1935 à New York, est un professeur d'hébreu et de littérature comparée de l'université de Californie à Berkeley où il enseigne depuis 1967.

## Biographie

### Études bibliques
Alter est un lecteur éclectique appréciant autant les épisodes bibliques que le modernisme de Kafka ou encore la littérature juive. L'une de ses plus importantes contributions dans l'étude contemporaine de la Bible Hébraïque est l'introduction de la notion de "scène type". Un exemple d'une scène type est celui où un homme rencontre une jeune fille près d'un puits et avec qui il se mariera. Cette scène se produit deux fois dans le livre de la Genèse, une fois dans le livre de l'Exode et, de façon déformée, une fois dans le premier livre de Samuel et dans le Livre de Ruth.

### Récompenses
Alter a été un membre actif du Conseil Universitaire de la Librairie du Congrès (Council of Scholars of the Library of Congress)
et est actuellement le président de l'Association of Literary Scholars and Critics. Il est lauréat de la Bourse Guggenheim en 1996 et 1978. Il a été élu membre de l'American Academy of Arts and Sciences en 1986, membre honoraire de la National Endowment for the Humanities, membre de l'Institute for Advanced Studies in Jerusalem et encore de l'Old Dominion Fellow de l'université de Princeton. Il est enfin membre de la rédaction du Jewish Review of Books.

### Prix
Son livre The Art of Biblical Narrative a gagné le National Jewish Book Award for Jewish Thought. En 2009 il est le récipiendaire du Prix Robert Kirsch (par le Los Angeles Time) pour l'ensemble de ses contributions aux Lettres américaines. De plus, il a été reçu docteur en Sciences Humaines à Yale en 2010.